# Mitsui Rail Capital Europe

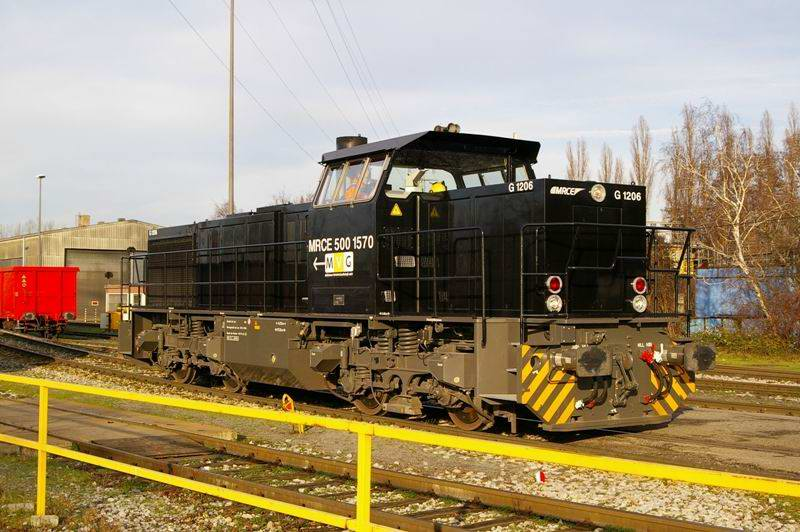
Vossloh G 1206 mozdony az MRCE festésében Mülheim an der Ruhr folyami kikötőjében

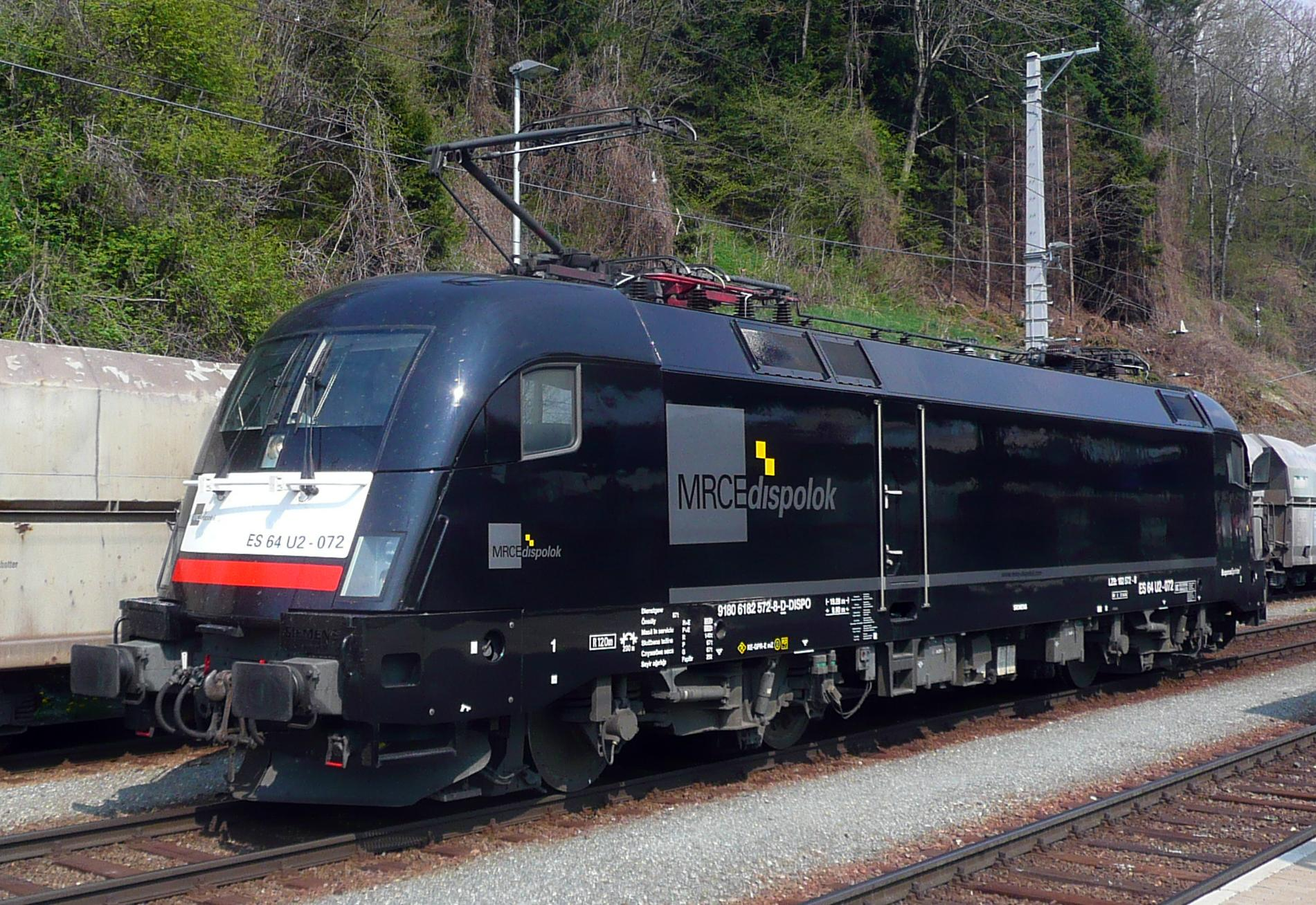
A Dispolok flottából örökölt ES64U2-072 mozdony Leoben állomáson

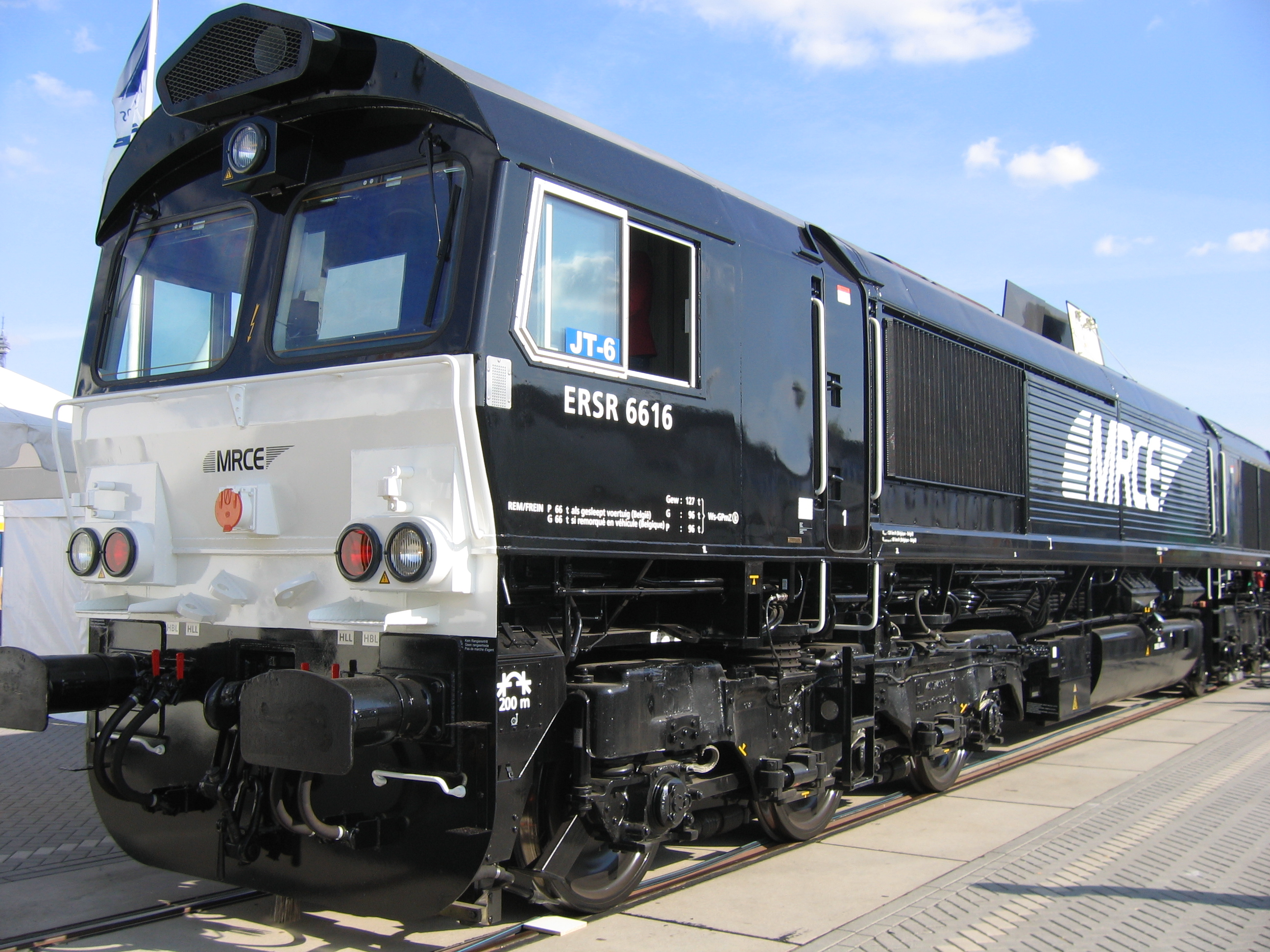
MRCE ERSR 6616 sorozatú mozdony a berlini InnoTrans kiállításon 2006-ban

A Mitsui Rail Capital Europe BV (röviden MRCE) egy holland társaság amszterdami székhellyel, amely mozdonyok és vasúti kocsik beszerzésére és kölcsönzésére alakult 2004-ben. A japán Mitsui csoport tagja.
A társaság 2006-ban expanziót hajtott végre, megvásárolta a Siemens Dispolok céget, ezért 2008-tól MRCE Dispolok néven dolgoznak tovább. Az új cégarculat a fekete színt veszi alapul, így valamennyi mozdonyukat fokozatosan átfestik feketére.
2007-ben a járműparkjuk kb. 150 darab mozdonyból állt: Bombardier Transportation, Siemens és Vossloh gyártmányú mozdonyokkal rendelkeznek. Újabb megrendelésükben többáramnemű villamosmozdonyokra koncentrálnak, a Siemens ES64F4 típusából rendeltek 50 darabot, 2009–2010-es szállítással.
Az ES64U2 típusú kétáramnemű mozdonyok közül 15 darab fel van szerelve magyar vonatbefolyásolóval (EVM120 berendezéssel), így ezek Magyarországon is közlekedhetnek.

## Az MRCE mozdonyparkja
- Bombardier TRAXX F140AC, F140AC2 és F140MS típusok,
- Siemens EuroSprinter ES64F4 típus, a Dispolok flottából ES64U2 és ER20 típusok,
- Vossloh G 1000 BB, G 1206, G 1700, G 2000 típusok,
- Electro-Motive Diesel J42CWR (Class 66-ként is ismert) típus.